# Erebus albidosuffusa
Erebus albidosuffusa là một loài bướm đêm trong họ Erebidae.